# Ramadan

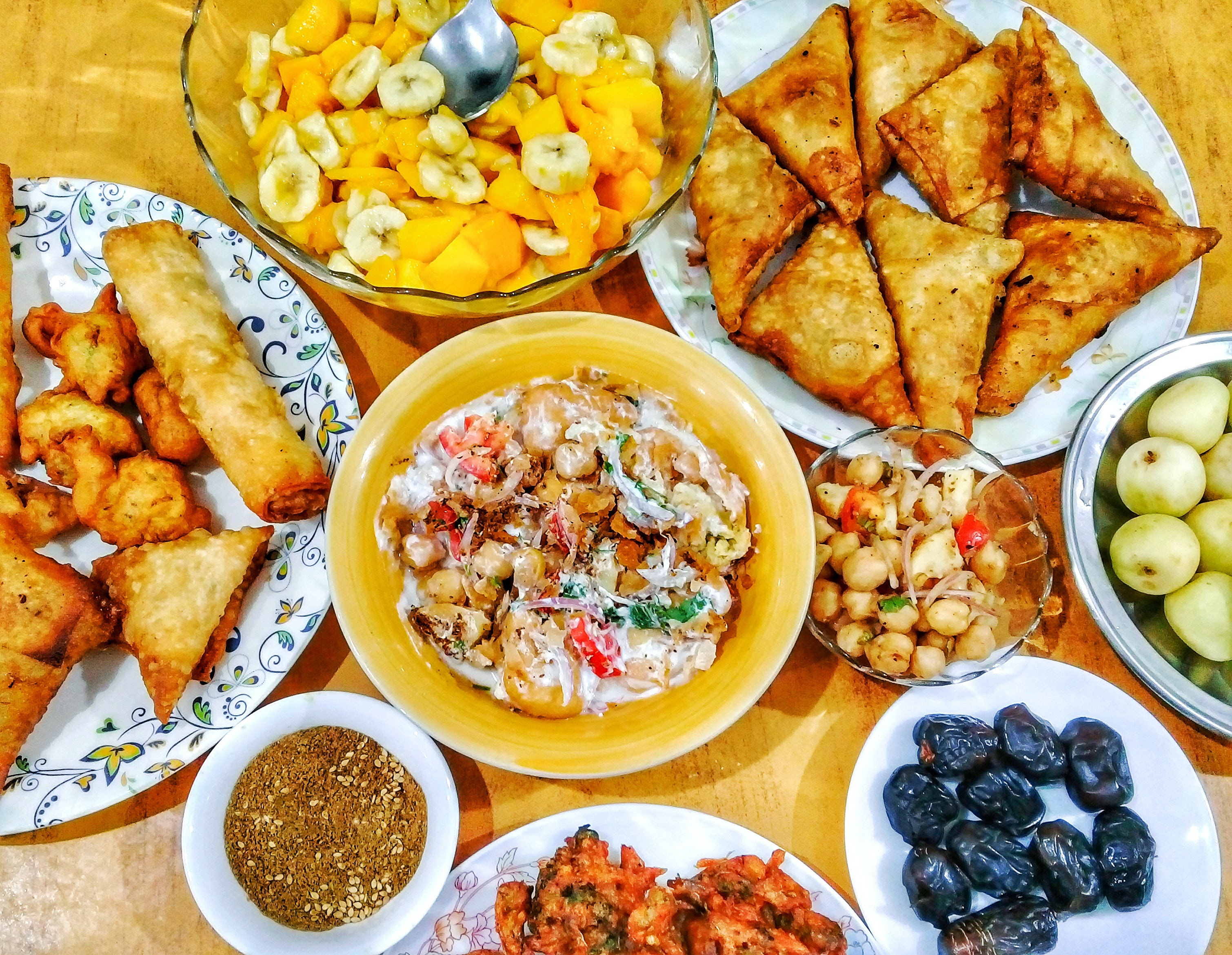
Những món ăn nhẹ Iftar chuẩn bị được dùng sau khi đã chấp hành việc nhịn ăn

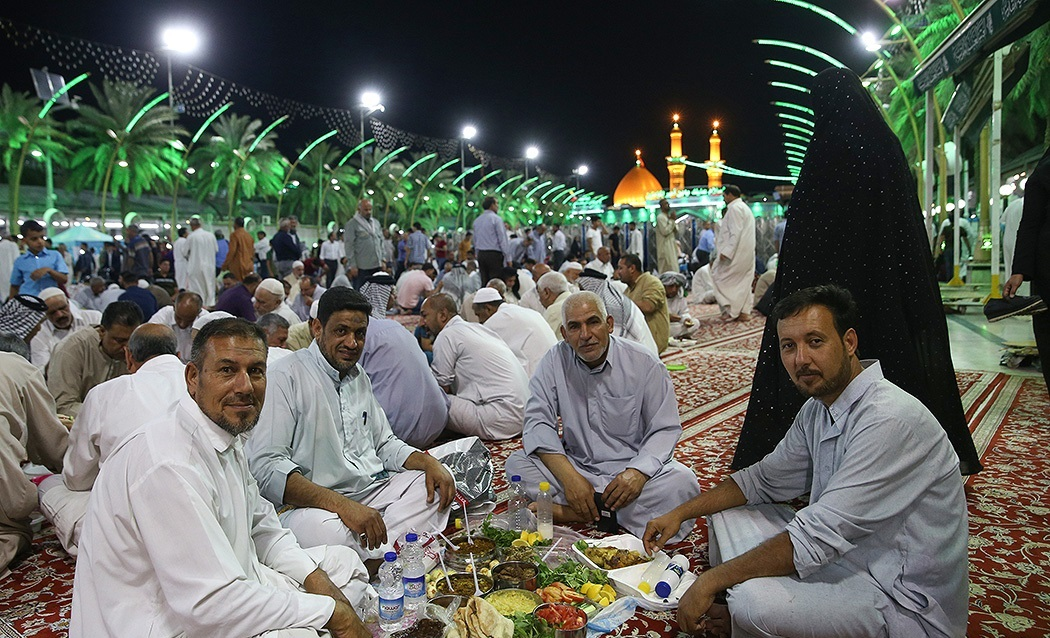
Iftār, trong cộng đồng người Hồi giáo ở Karbala, Iraq. Iftār là bữa ăn mà người Hồi giáo ăn vào mỗi buổi tối sau khi mặt trời lặn

Ramadan (tiếng Ả Rập: رمضان, Ramadān) là tên gọi tháng thứ 9 của âm lịch Ả Rập, tháng Ramadan theo dương lịch thay đổi từng năm, không có ngày thống nhất. Nhiều người gọi Ramadan một cách đơn giản là "tháng nhịn ăn" hoặc "tháng ăn chay", nhưng cả hai cách gọi đó đều không đúng, bởi vì các tín đồ chẳng ăn chay hoàn toàn, cũng không nhịn ăn hoàn toàn. Tên gọi tháng Ramadan là chính xác nhất.
Trong suốt một tháng lễ này, tất cả các tín đồ đạo Hồi đều thực hiện nghiêm túc quy định: không ăn, không uống, không hút thuốc nghĩa là không được đưa bất kể thứ gì vào miệng (kể cả không sinh hoạt tình dục), nhưng chỉ áp dụng vào ban ngày, cụ thể là từ lúc mặt trời mọc đến khi mặt trời lặn. Luật của đạo cũng quy định rõ: Cho những người đang ốm, phụ nữ có thai, trẻ em dưới 5 tuổi và những người đang đi du lịch ở nước ngoài mà nước này không lấy đạo Hồi làm quốc giáo, được miễn trừ. Tại một số quốc gia theo đạo Hồi còn có quy định: Đối với học sinh nhỏ tuổi, binh lính và công nhân lao động nặng thì không phải nhịn. 
Iftār (tiếng Ả Rập إفطار‎,  'phá vỡ sự nhịn ăn') là bữa ăn mà người Hồi giáo ăn vào mỗi buổi tối sau khi mặt trời lặn trong tháng  Ramadan.
Khi chấm dứt tháng chay, người Hồi giáo có lễ Eid al-Fitr (còn gọi là Bayram). Tháng Ramadan là một trong năm tín điều bắt buộc của những người theo đạo Hồi. Đây là tín điều thứ tư, có nội dung là các tín đồ Hồi giáo phải thực hiện những quy định trong 30 ngày của tháng Ramadan.

## Ý nghĩa

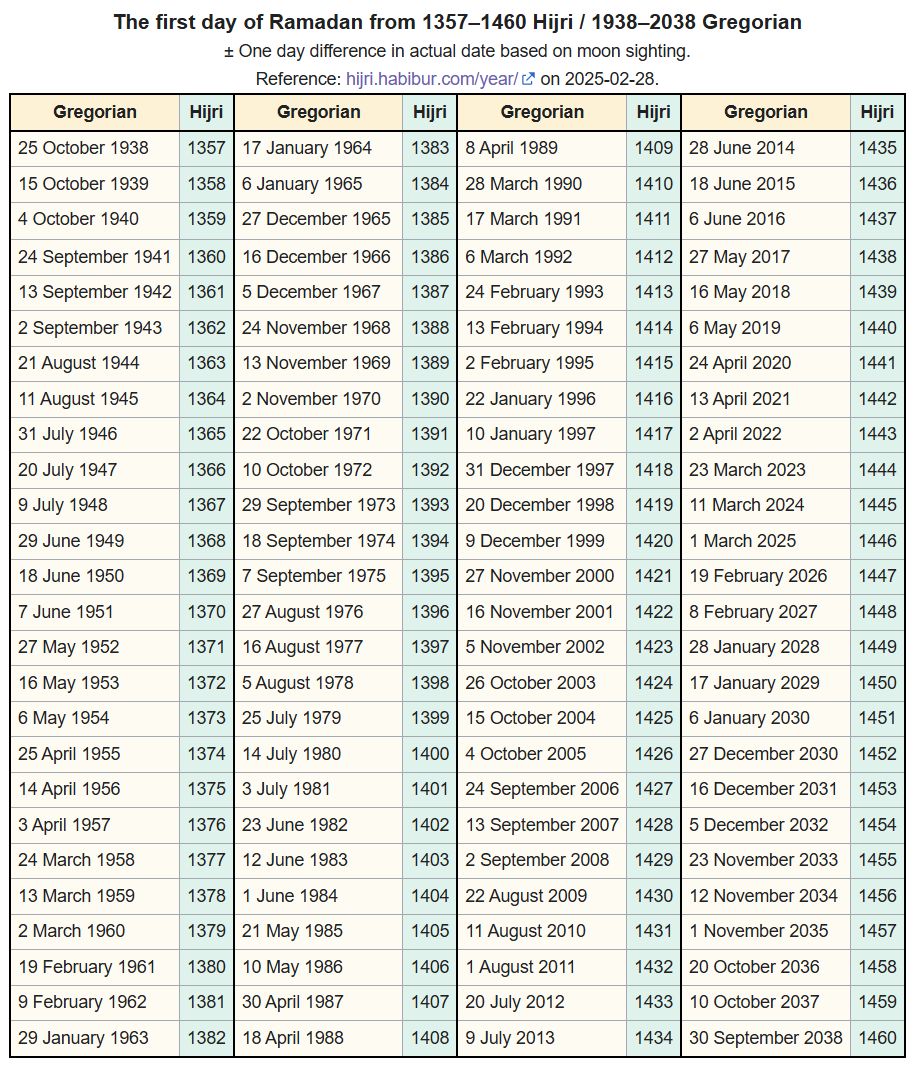
Thời gian bắt đầu tháng Ramadan theo dương lịch, trong vòng 100 năm từ 1938 đến 2038 (nhấp vào hình để xem chi tiết)

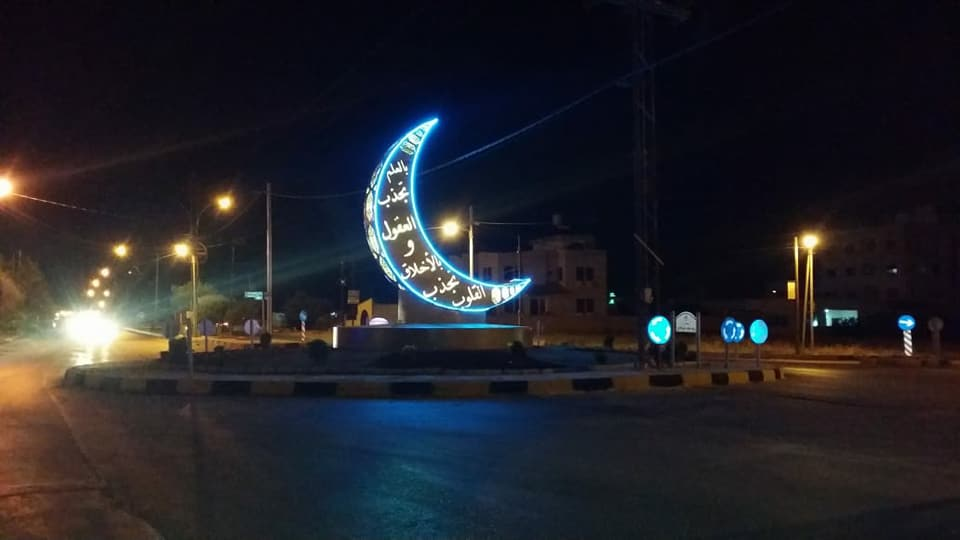
Lưỡi liềm Ramadan

Khi chuẩn bị bước vào tháng Ramadan, báo chí các nước Ả Rập cũng như các nước theo đạo Hồi, đều có những bài viết nói rõ ý nghĩa của từng quy định nói trên. Thứ nhất, nhịn ăn uống là để có sự thông cảm với những người nghèo đói, những đồng đạo còn chưa đủ ăn, đủ mặc. Thứ hai, hành động này nhằm luyện cho con người một sự tiết chế, chống những cám dỗ vật chất, để tạo thuận lợi cho việc sau này lên thiên đàng. Về điểm này, đây là có một sự rèn luyện rất kiên cường. Tại các nước Ả Rập, nước nào cũng có sa mạc; và thời tiết của xứ sa mạc thì nóng, khô nhưng suốt một ngày trong tháng Ramadan, không ai được động đến một giọt nước.
Các ngày trong tháng Ramadan được phân ra theo mức độ như sau: từ 1-10 Ramadan được coi là những ngaỳ cầu nguyện để được "sự nhân từ của Allah", từ 11-20 Ramadan được coi là những ngày "Allah xoá tội", từ 20-30 Ramadan được coi là những ngày cầu nguyện để "tránh phải xuống Địa Ngục. Các nước Hồi giáo đều là "xứ sở uống trà" và hay uống cà phê nhưng đến các cơ quan làm việc trong tháng Ramadan, thì sẽ không có trà, thậm chí không có cả nước lọc.
Mỗi buổi chiều trong suốt cả tháng Ramadan này, ở các phường trong thủ đô và các thành phố lớn, đều tổ chức những bữa ăn từ thiện. Bàn ghế được kê thành từng dãy tại vườn hoa hoặc những vỉa hè rộng. Khoảng 17 giờ, những người nghèo mang theo cả con cái đến những tụ điểm này, ngồi vào bàn một cách rất trật tự. Mặc dù đã nhịn ăn, nhịn uống cả ngày, trước mặt lại là những hộp thức ăn đang tỏa mùi thơm và những ly nước lạnh rót sẵn, nhưng không một ai động đến, có người còn lẩm nhẩm đọc kinh Coran. Chỉ đến khi tiếng loa từ các giáo đường vang lên, đọc xong câu nguyện: "Không có thần linh nào xứng đáng để được tôn thờ ngoài Thượng đế (Allah), và Muhammad là Thiên sứ của Ngài", mọi người mới bắt đầu ăn uống.
Các gia đình khá giả thì tổ chức ăn ở nhà một cách linh đình. Sau khi ăn uống, mọi người đi chơi, hoặc ra vườn hoa ngồi nói chuyện râm ran. Phải thật khuya, mọi người mới về nhà nằm nghỉ. Khoảng 2 giờ-3 giờ sáng, mỗi phố lại có một người mang một cái trống nhỏ, tiếng rất đanh, vừa đi thong thả vừa đánh theo nhịp ngũ liên, vừa hô to để đánh thức mọi người dậy lo nấu nướng, kịp ăn uống trước khi mặt trời mọc để sang một ngày nhịn mới . Một thống kê của nhà nước Ai Cập cho biết trong tháng Ramadan, lượng thực phẩm tiêu thụ trong dân thường gấp 2 hoặc 2,5 lần các tháng khác trong năm. Theo một khảo sát toàn cầu, tương tự với các nước tham gia tháng lễ Ramadan, trung bình 51% người dân chi tiêu nhiều hơn vào thực phẩm và đồ uống. Điều này cũng dễ dàng giải thích cho việc đây là thời gian gắn kết và đoàn tụ với những người thân yêu, nên họ sẽ dành thời gian nấu ăn và dùng bữa tại nhà cùng với gia đình.
Nghi thức nhịn ăn trong suốt tháng lễ Ramadan này cũng giúp những người đủ đầy hơn đánh giá và thẩm định sự đói khát của bản thân, từ đó hình thành lòng bao dung và đồng cảm với những người khó khăn hơn họ. Vì thế, tháng Ramadan chính là lúc mọi người tham gia các hoạt động từ thiện. Theo số liệu khảo sát năm 2023, các nước Châu Phi đứng đầu về hoạt động tặng quà từ thiện với tỉ lệ lên đến 75%.

## Thời điểm
| Lịch Gregory | Lịch Hồi giáo | Bắt đầu tháng Ramadan | Ngày cuối cùng |
| --- | ------------- | --------------------- | -------------- |
| 2015 | 1436          | 18 tháng 6            | 16 tháng 7     |
| 2016 | 1437          | 6 tháng 6             | 5 tháng 7      |
| 2017 | 1438          | 27 tháng 5            | 24 tháng 6     |
| 2018 | 1439          | 16 tháng 5            | 14 tháng 6     |
| 2019 | 1440          | 5 tháng 5             | 3 tháng 6      |
| 2020 | 1441          | 24 tháng 4            | 23 tháng 5     |
| 2021 | 1442          | 13 tháng 4            | 13 tháng 5     |
| 2022 | 1443          | 2 tháng 4             | 2 tháng 5      |
| 2023 | 1444          | 23 tháng 3            | 21 tháng 4     |
| 2024 | 1445          | 11 tháng 3            | 10 tháng 4     |
| 2025 | 1446          | 1 tháng 3             | 30 tháng 3     |
| Dữ liệu Ramadan giữa năm 2015 và 2025. 'Bảng hiển thị dữ liệu được tính toán. Thời điểm bắt đầu và kết thúc thực tế của tháng Ramadan có thể thay đổi từ một hoặc hai ngày. ' |               |                       |                |